# Saint-Andéol (Isère)
Saint-Andéol is een gemeente in het Franse departement Isère (regio Auvergne-Rhône-Alpes) en telt 110 inwoners (2009). De plaats maakt deel uit van het arrondissement Grenoble.

## Geografie
De oppervlakte van Saint-Andéol bedraagt 30,7 km², de bevolkingsdichtheid is dus 3,6 inwoners per km².
De onderstaande kaart toont de ligging van Saint-Andéol (Isère) met de belangrijkste infrastructuur en aangrenzende gemeenten.

## Demografie
Onderstaande figuur toont het verloop van het inwonertal (bron: INSEE-tellingen).